# Чайхана
Чайхана́ (перс. چای‌خانه‎ — «чайный дом», кирг. чайкана узб. choyxona, тадж. чойхона, каз. шайхана) — чайная и столовая в Средней Азии, Азербайджане, Афганистане, Турции, Крыму и Иране.
В среднеазиатских чайханах, помимо чая, подают полноценные обеды, тогда как в азербайджанских чайханах традиционно подают только чай с различными сладостями и конфетами.

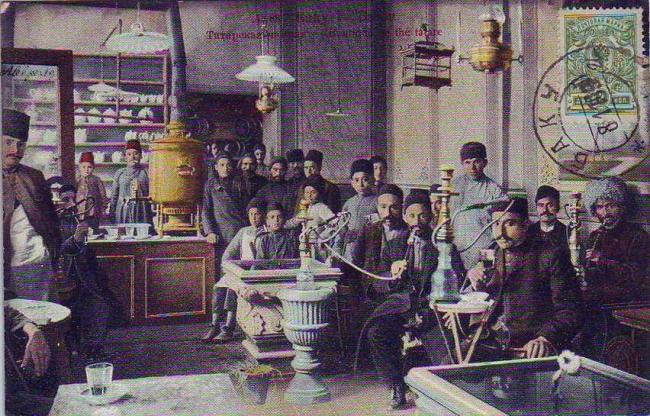
Открытка. «Татарская чайхана». Баку, 1888 год.

## Этимология
Согласно Толковому словарю Ушакова, слово произошло от китайск. cha-yeh «чай в листьях» и перс. xane «помещение».

## История
Климат и ислам наложили свой отпечаток на заведения общественного питания на Ближнем Востоке и в Средней Азии. Бо́льшую часть года в этих странах стоит жаркая погода и вынуждает людей потреблять много жидкости. Ислам запрещает своим последователям употребление спиртных напитков, что привело к отсутствию традиции их распития в мусульманских странах. Для утоления жажды самым популярным напитком в этих местах является зелёный чай.
Всё это определило облик чайханы. В укрытом от зноя месте стояли несколько топчанов, где посетители ели или просто пили чай и собирались для общения. Здесь можно было услышать последние новости, обсудить их с друзьями и знакомыми. Это привело к тому, что чайхана стала в махаллях культурным и общественным центром.
В крупных городах прошлого чайхана располагалась рядом с караван-сараем и представляла собой полноценные подобия трактиров или современных гостиниц, предоставляя дополнительные услуги — питание и чаепитие. Здесь местные жители встречались с путешественниками, купцами и учёными и от них узнавали свежие новости о жизни в других странах. Здесь же составлялись бумаги, заключались торговые сделки. Посещение же чайханы женщинами считалось неподобающим.
В Средней Азии чайхана сегодня является одним из самых популярных и посещаемых мест после мечети. В XXI веке среднеазиатская культура, как и любая другая, постепенно расходится по миру с её носителями. Сегодня чайхану можно найти во многих городах мира.

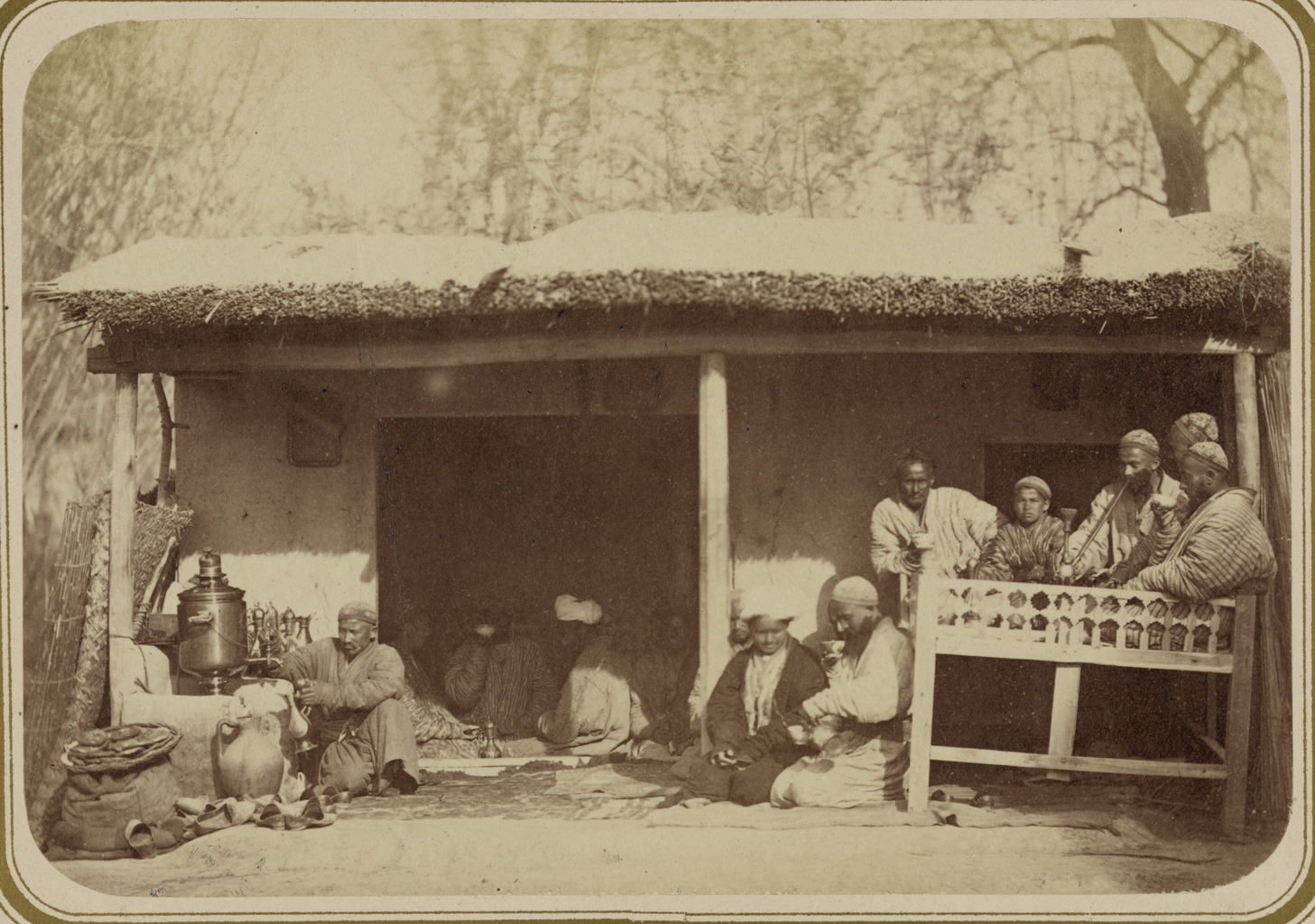
Чайхана в Средней Азии, фотография 1872 года
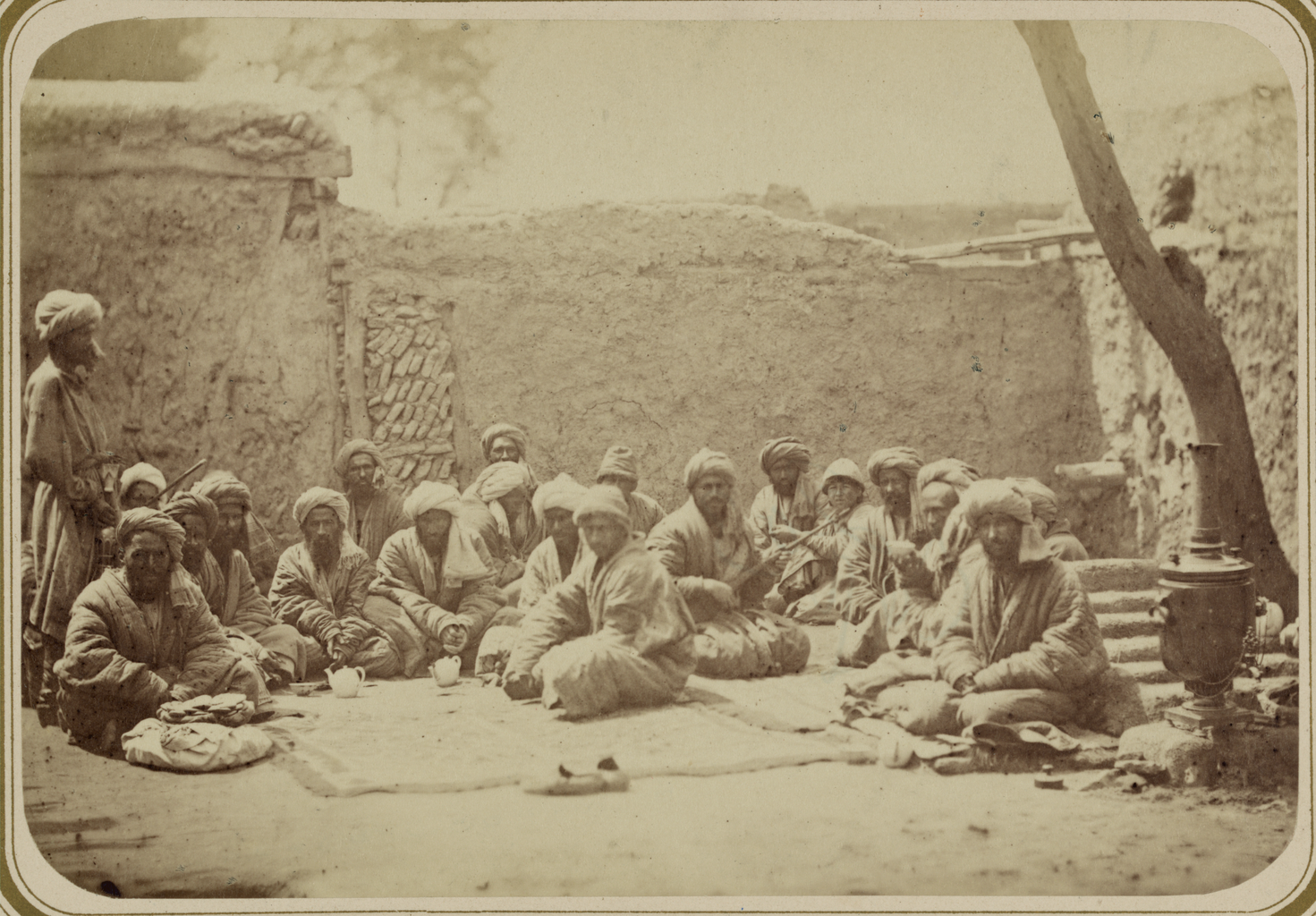
Чайхана в Средней Азии, фотография 1872 года
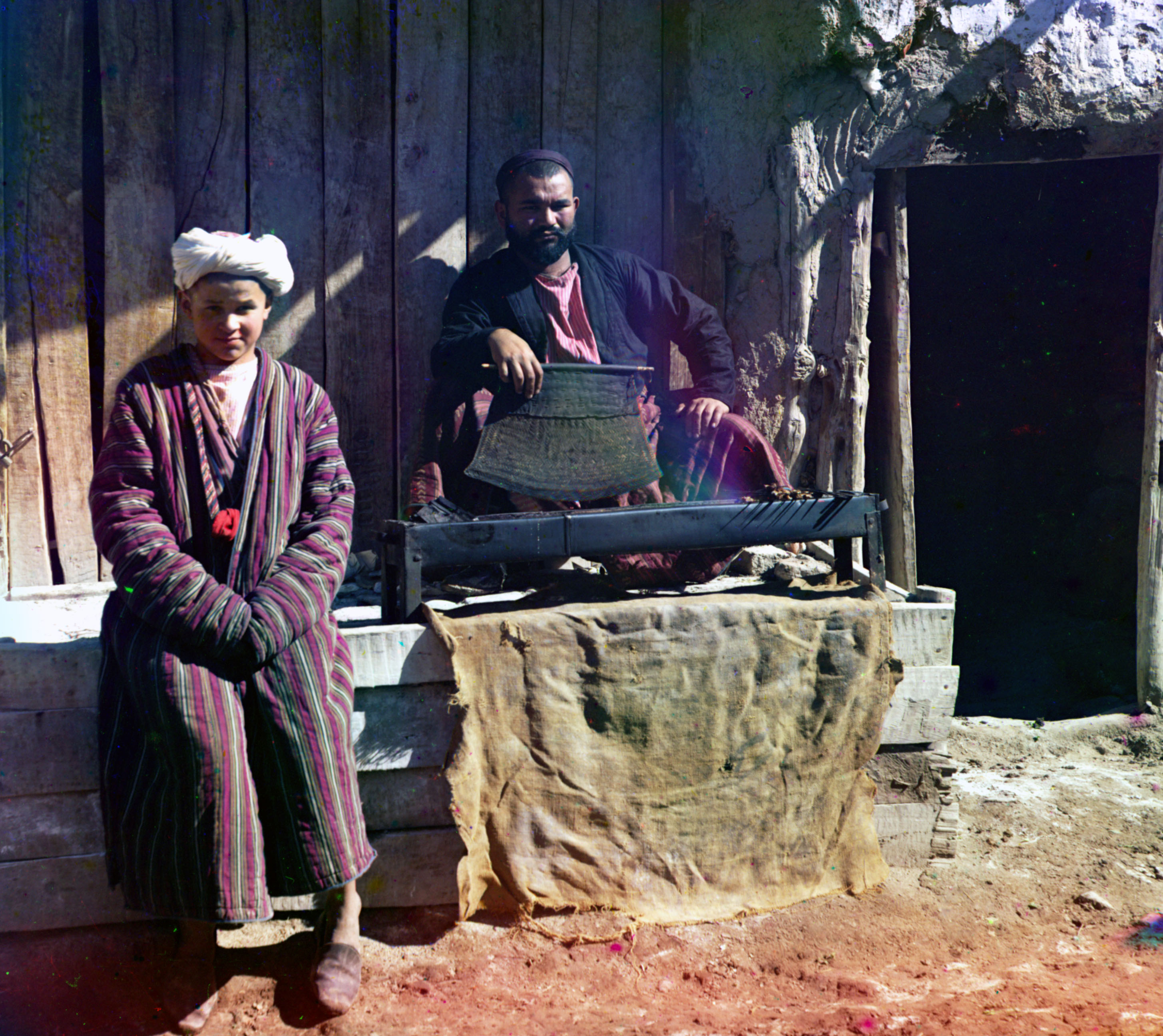
Чайханщик жарит шашлык в Самарканде, фотография 1905 года

## Виды
Делится на три географические группы, которые в свою очередь разделяются на подгруппы.

### Среднеазиатская (Центральноазиатская) чайхана

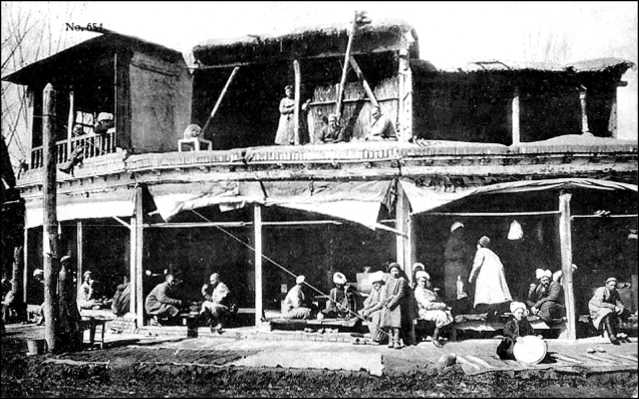
Чайхана в Ташкенте, фотография 1913 года

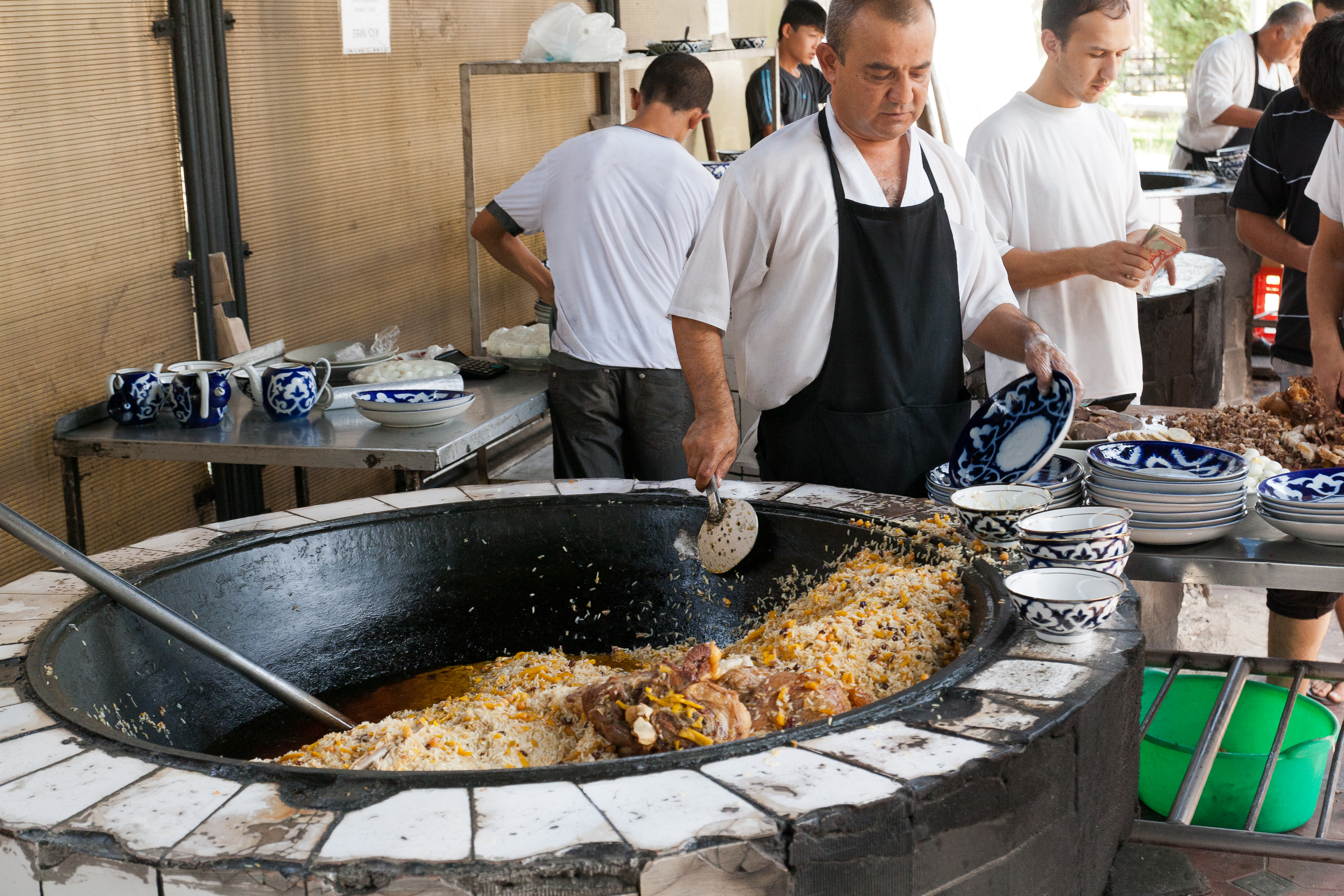
Приготовление плова в чайхане в Ташкенте

Чайханы весьма популярны в странах Средней (Центральной) Азии. Наибольшее распространение чайханы получили у оседлых народов (таджики, узбеки, уйгуры). С переходом на оседлость чайханы распространились и у кочевых в прошлом народов (туркмены, киргизы, казахи, каракалпаки).

### Азербайджанская чайхана
В отличие от всех остальных чайхан, в чайхане азербайджанцев и Азербайджана (азерб. Çayxana / Чайхана) подаётся только чай. В Азербайджане пьют в основном чёрный байховый листовой чай. Пьют его из грушевидных стаканов «армуды». К чаю предлагаются различные традиционные азербайджанские сладости.

### Афганская и иранская чайхана
Чайханы популярны и в Иране с Афганистаном. Так как в Иране живут в основном издревле оседлые народы, такие как персы, азербайджанцы, туркмены, луры, мазендеранцы, гилянцы и другие, традиция иметь чайхану появилась несколько сотен лет назад, так же как и в Афганистане, основную часть населения которого составляют издревле оседлые таджики, узбеки, туркмены, хазарейцы, пашаи. В этих странах живут и исторически кочевые и полукочевые народы, такие как белуджи, пуштуны, чараймаки, хорасанские тюрки, которые позднее частично переняли традицию иметь чайхану.
В чайханах этих двух стран, как и в среднеазиатской чайхане, помимо чая могут подаваться и различные блюда и кушанья. Алкогольные напитки отсутствуют, для этого раньше существовали немногочисленные специальные заведения майханы́, сейчас они практически исчезли из-за существующего в этих двух странах исламского государственного строя (исламская республика).
Наибольшее распространение чайханы имеют в северных, северо-восточных, северо-западных и центральных останах (провинциях) Ирана. В Афганистане наибольшее распространение чайханы имеют в северных, центральных, северо-западных и северо-восточных вилоятах (провинциях) этой страны.

#### Казахская, каракалпакская и киргизская чайхана

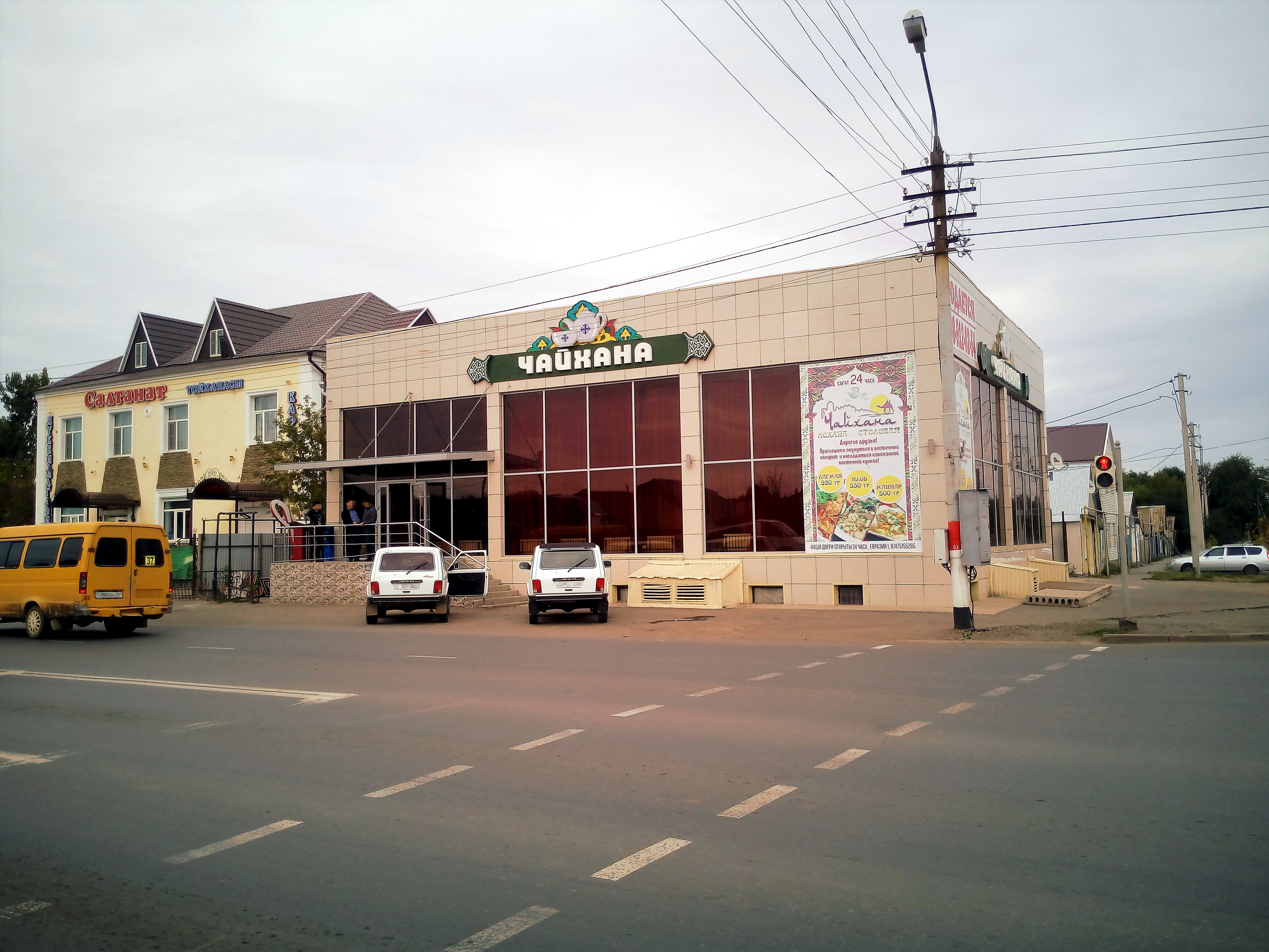
Чайхана в казахстанском Уральске

Казахская, киргизская и каракалпакские чайханы сравнительно малоизвестны. Основная их часть рассредоточена на юге Казахстана и Кыргызстана, по соседству с узбеками. Помимо чая и напитков, подаются и традиционные блюда этих народов. Алкогольные напитки также отсутствуют, хотя в некоторых чайханах этих народов подаётся напиток кумыс.

#### Таджикская чайхана
Таджикская чайхана сходна с узбекской, и имеет лишь небольшие отличия. Чайханы в Таджикистане распространены повсеместно, особенно в Согдийской области, в районах республиканского подчинения, а также ограничены в Хатлонской области и Горно-Бадахшанской автономной области.

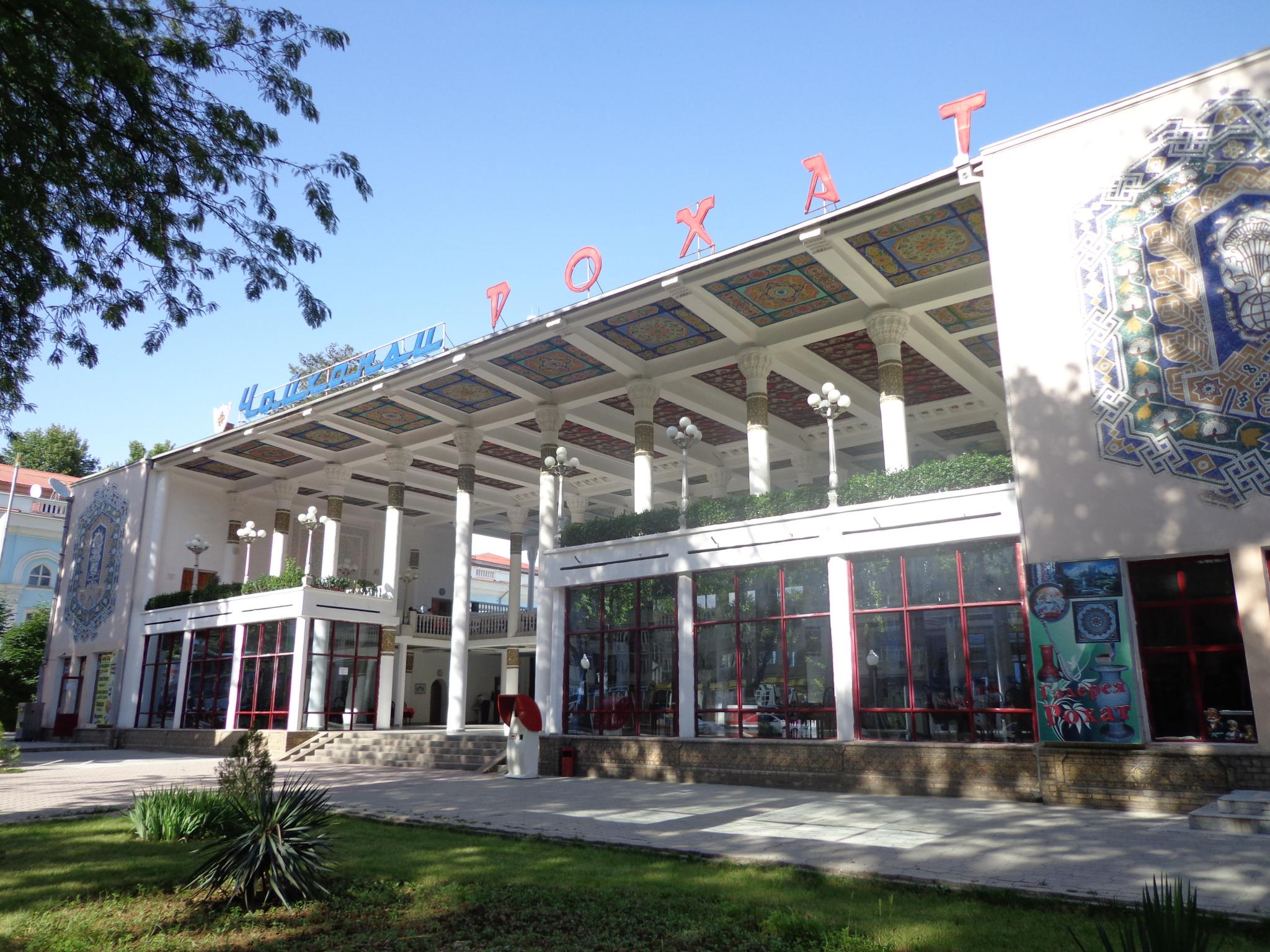
Чайхана «Рохат» в Душанбе
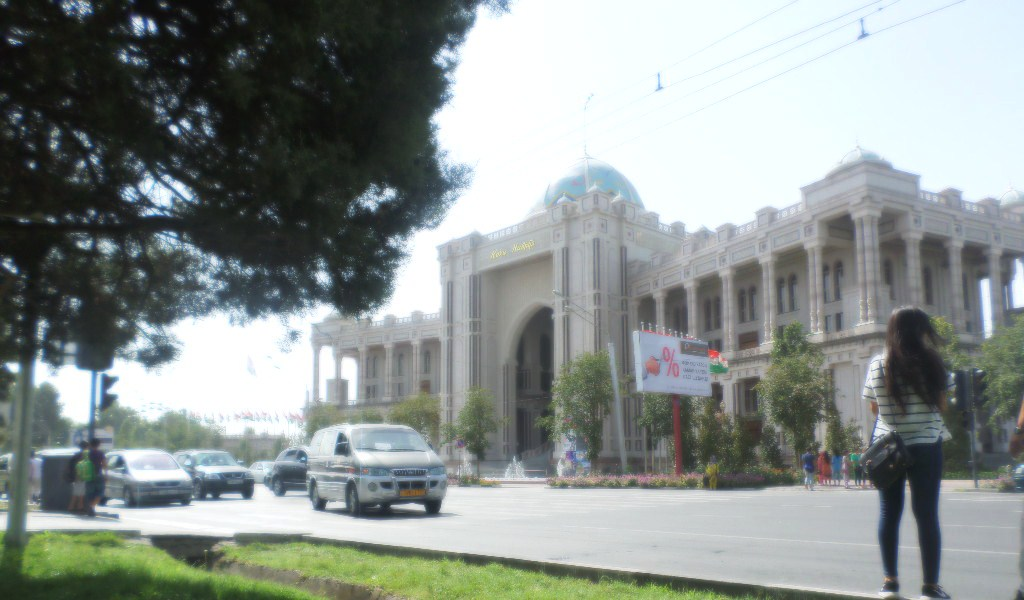
Чайхана «Кохи Навруз» в Душанбе
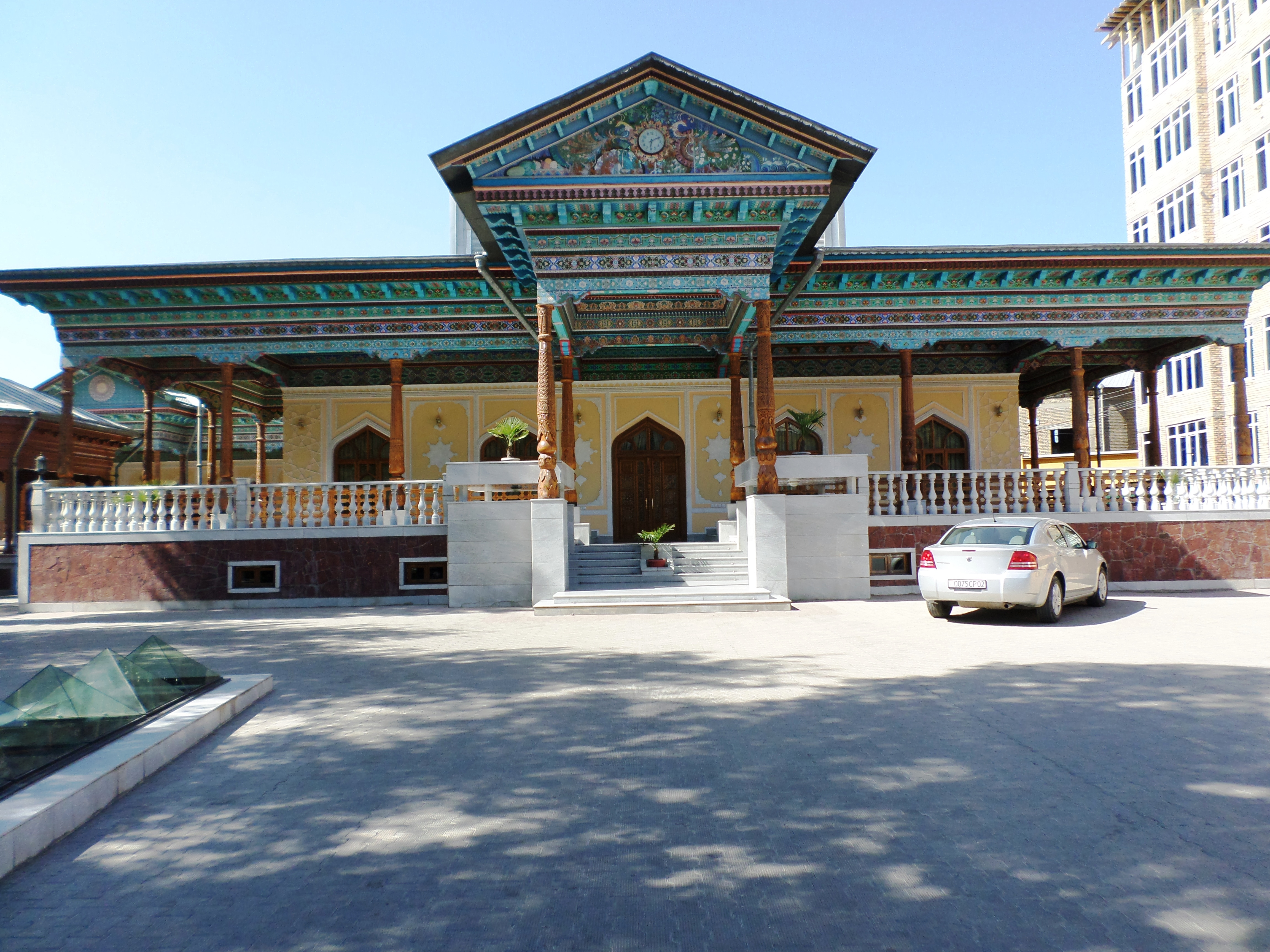
Чайхана «Таджикистан» в Худжанде
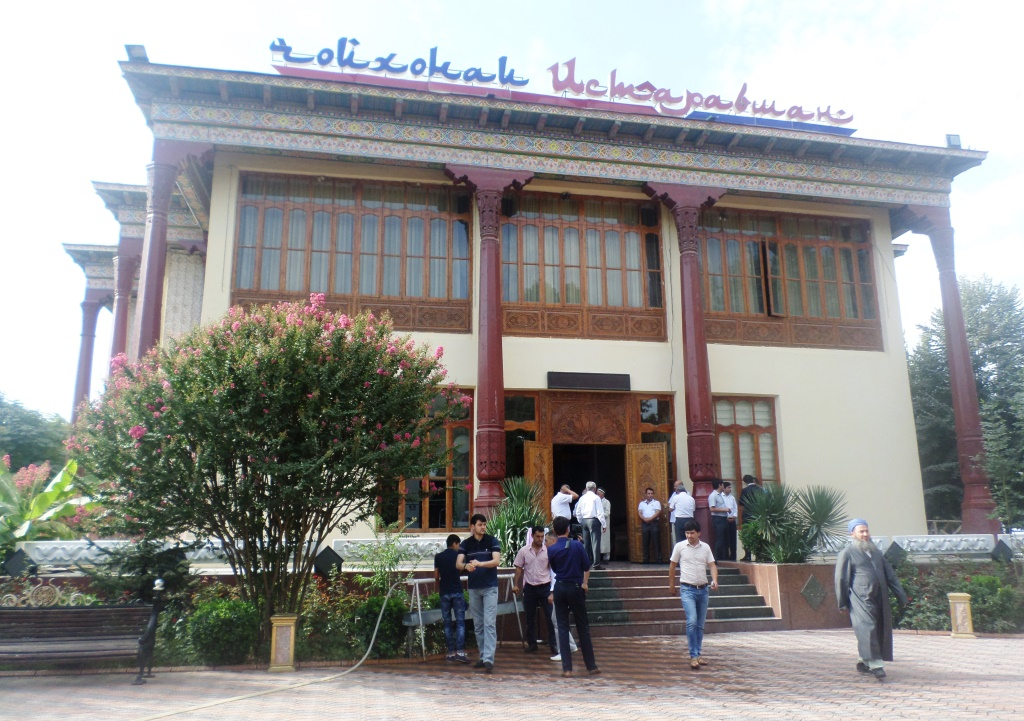
Чайхана «Истаравшан» в Душанбе

#### Туркменская чайхана
Помимо чая (в основном зелёного), в туркменских чайханах подаются и блюда, в основном мясные (говурма, говурдак, кебаб, шашлык, аш, плов). В чайханах, расположенных вблизи Каспийского моря, а также у берегов реки Амударья, подают также блюда из рыбы (балык говурдак, балык пули, гаплама, чеме, балык берек).

#### Узбекская чайхана
В узбекской чайхане, помимо традиционного чая (в основном зелёного), подаются и блюда этой кухни. Самыми распространёнными блюдами в узбекской чайхане являются узбекский плов, самса, шурпа, чучвара, манты, лагман, шашлык, дымляма, кавурдак, мастава, казан-кебаб и другие. Из напитков кроме зелёного или чёрного чая в узбекской чайхане может подаваться чалоп или айран. Как и в остальных среднеазиатских чайханах, в узбекской чайхане отсутствуют алкогольные напитки. Из закусок весьма популярен салат ачичук (айчичук или аччик-чучук) из помидоров, огурцов, репчатого лука с острым перцем и солью, а также катык и сузьма (чакка), из сладостей различные халвы, парварда, навват, нишолда, сумаляк, халвайтар. Чайханы распространены по всему Узбекистану. В каждой махалле (квартале) имеется своя чайхана, которая также служит и как общественный центр махалли. В большинстве случаев с чайханой соседствует махаллинская мечеть, а также махаллинский комитет. Помимо махаллей, чайханы (крупнее чем махаллинские чайханы) находятся в различных частях городов и сёл, вдоль междугородних автомобильных дорог. Особенную популярность чайханы имеют в вилоятах (областях) Ферганской долины, а также в Ташкентском, Бухарском, Самаркандском, Хорезмском, Кашкадарьинском, Сурхандарьинском, Навоийском, Джизакском и Сырдарьинском вилоятах.

#### Уйгурская чайхана
К среднеазиатской чайхане относится и уйгурская чайхана. Уйгуры в основном проживают на западе Китая, в Синьцзян-Уйгурском автономном районе (историко-географический регион Восточный Туркестан), а также в Казахстане, Кыргызстане и Узбекистане. Уйгурская чайхана практически одинакова с узбекской, как по обстановке, так и по кушаньям, так как уйгурская и узбекская кухни и культура весьма сходны, как и эти народы между собой.

## Чайхана в мире
Чайханы имеются также в крупных городах за пределами Азии и стран Востока. 

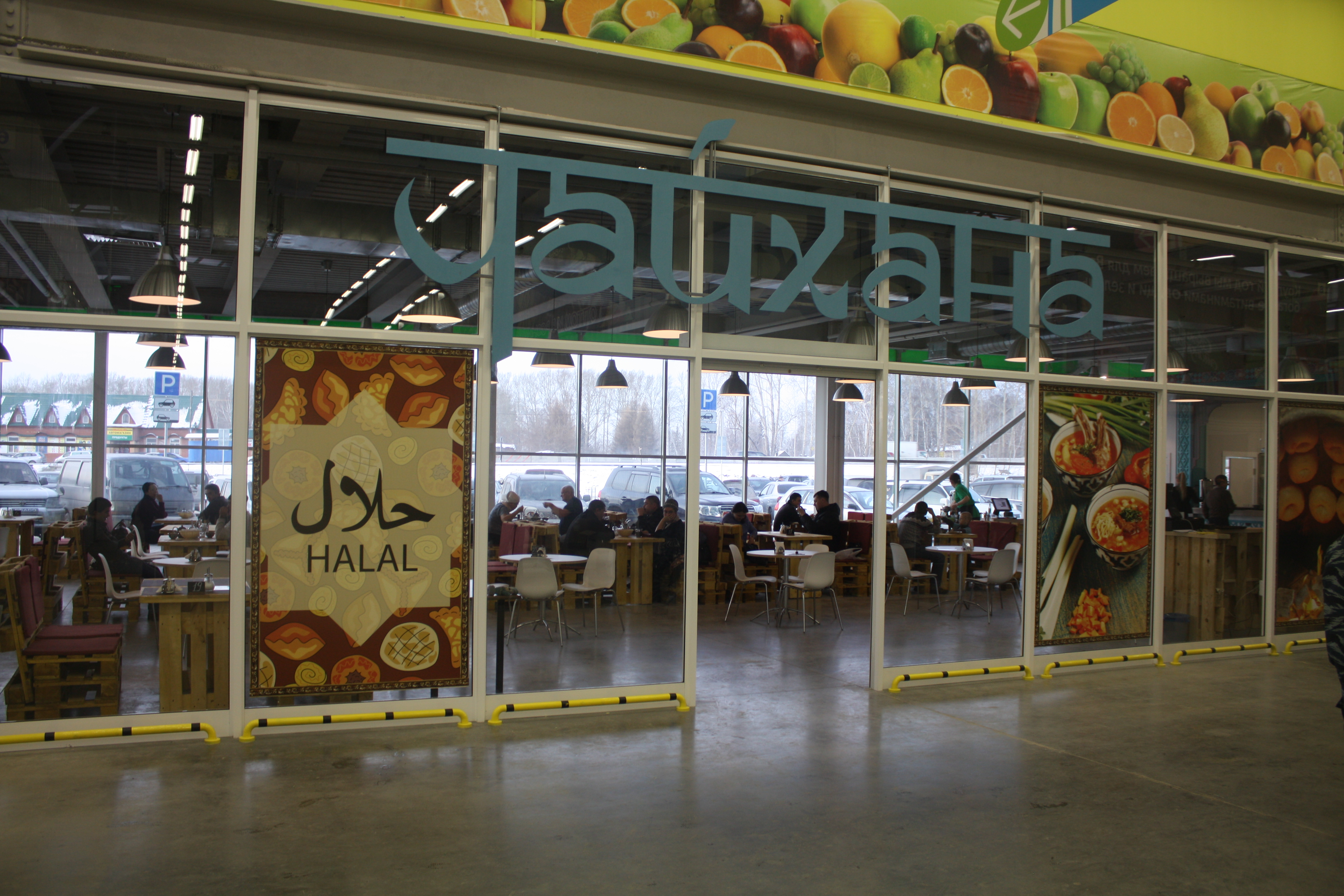
Чайхана в Новосибирске, Россия
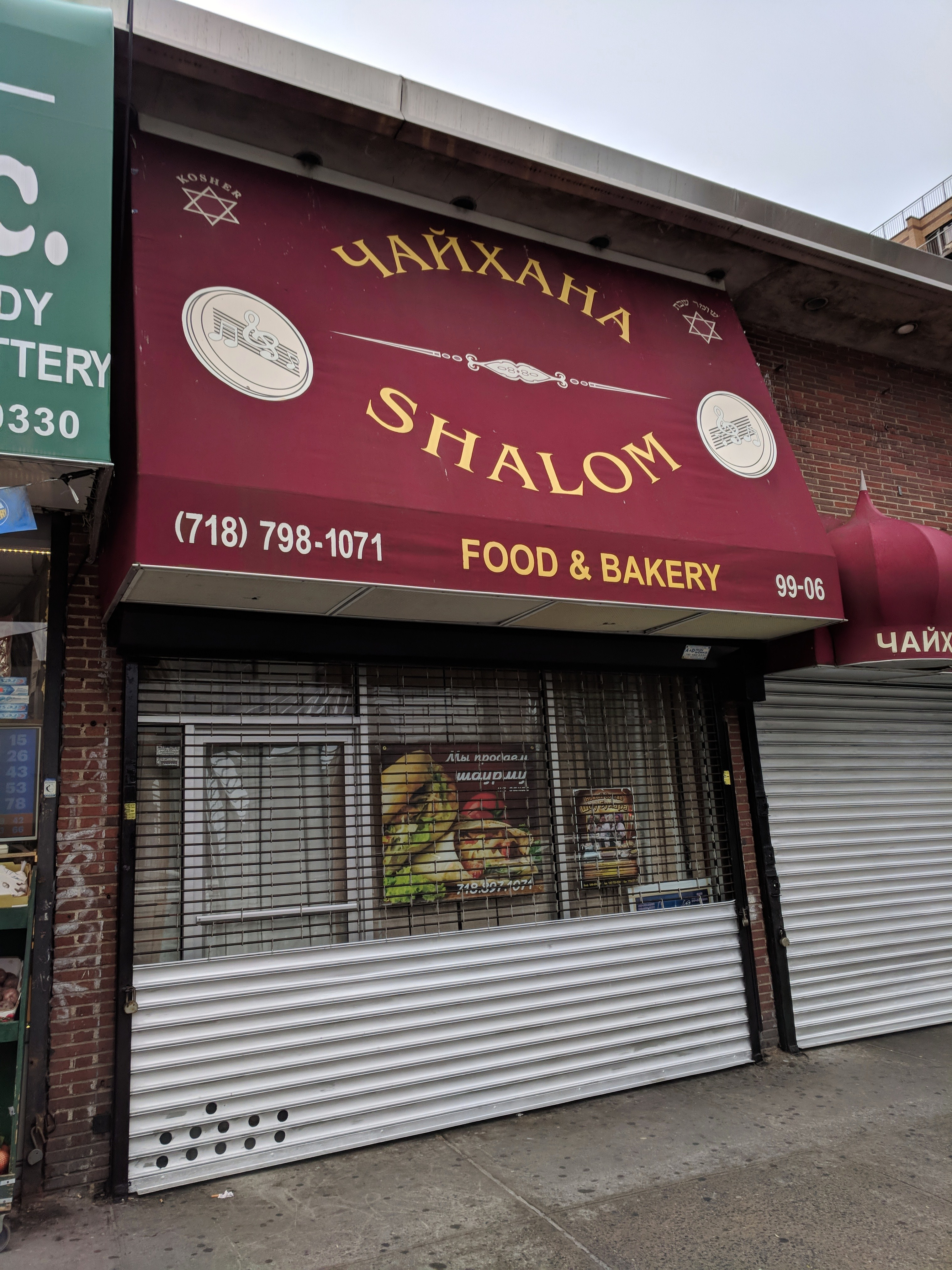
Чайхана в Нью-Йорке, США
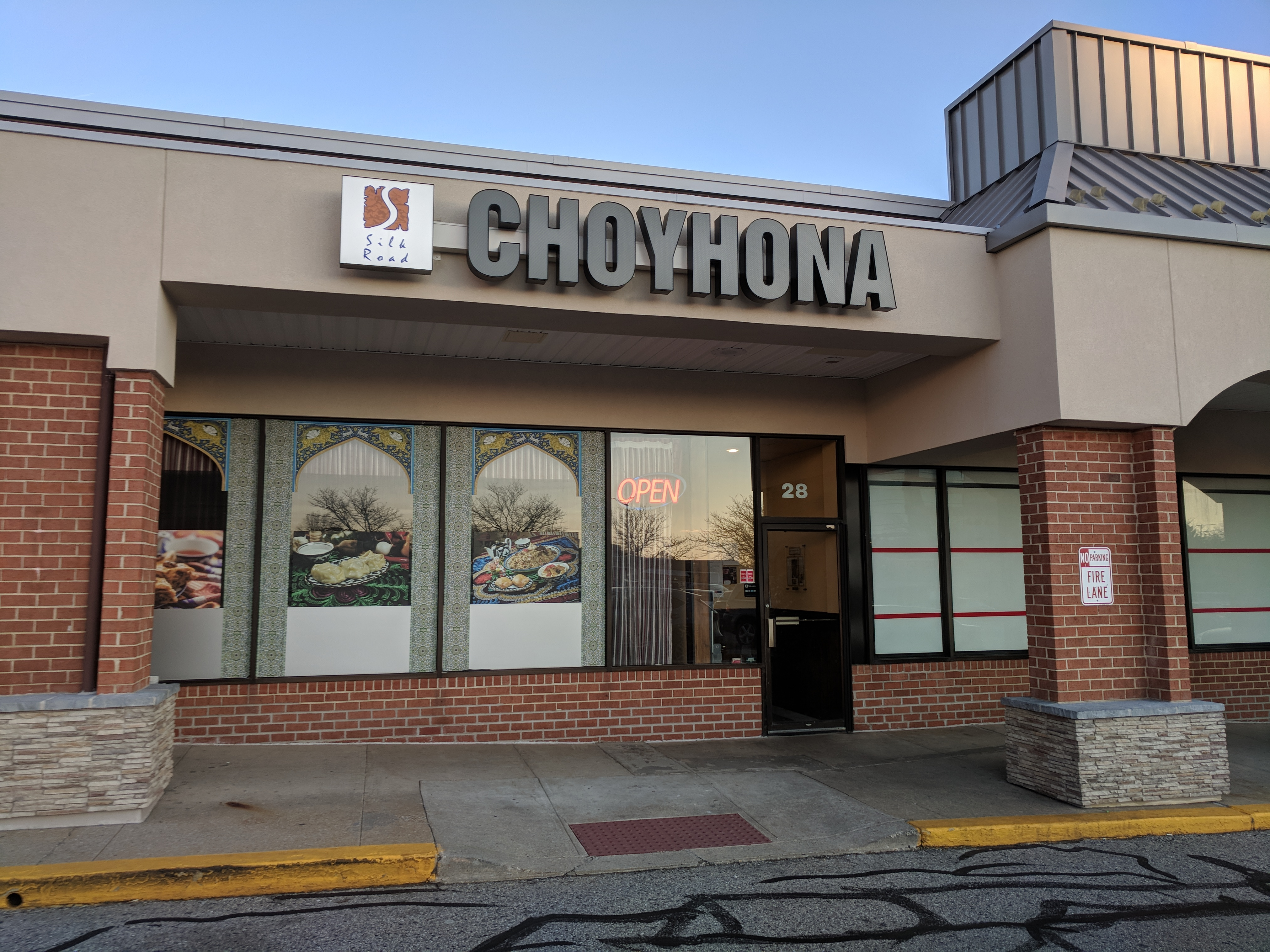
Чайхана в Вашингтоне, США

## В культуре
В репертуаре группы «Ялла» есть песня «Чайхана».